# Reideburg
Reideburg im Stadtbezirk Ost ist der östlichste Stadtteil der Stadt Halle (Saale) in Sachsen-Anhalt, Deutschland mit 2580 Einwohnern im Jahr 2019.

## Geografie

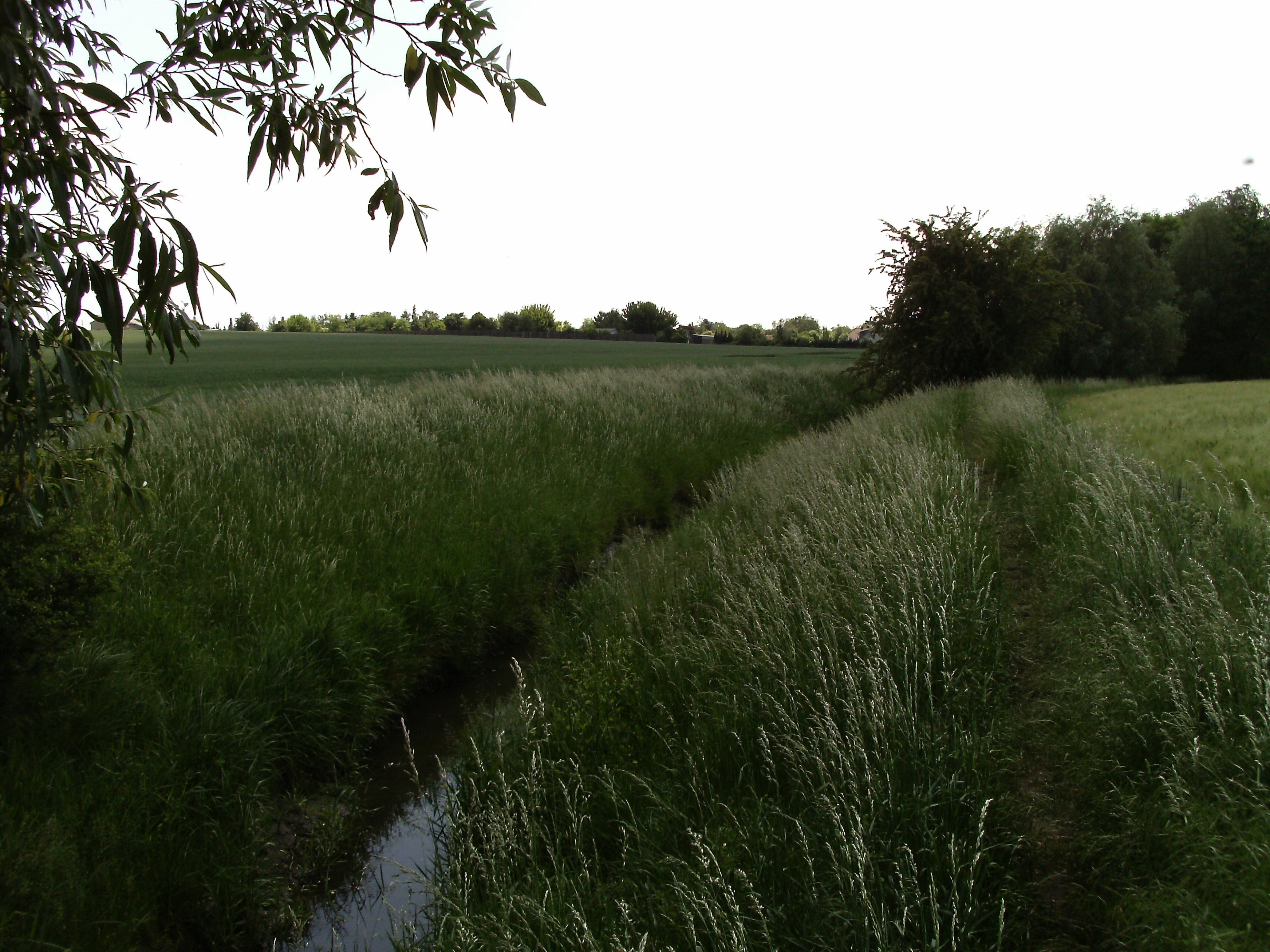
Der Reide in Reideburg

Durch Reideburg fließt die Reide, welche den Stadtteil nach Westen gegen die benachbarten Stadtteile abgrenzt. Im Süden ist die Kabelske die Flurgrenze.

## Geschichte

### Geschichte bis zum 18. Jahrhundert
Im Westen von Reideburg befand sich eine alte Wallburg aus der Zeit der Völkerwanderung. Aus späterer Zeit sind in Reideburg Reste von drei Burgen erhalten. Die erste befand sich im Ortsteil Burg, die zweite war eine Wasserburg südöstlich der Kirche St. Gertraud im Bereich des ehemaligen Ritterguts und die dritte ein vermutlich slawischer Burgwall nordwestlich der Kirche St. Gertraud.
Der heutige hallesche Stadtteil Reideburg besteht aus den zusammengewachsenen Dörfern Reideburg, Burg bei Reideburg, Sagisdorf, Kapellenende, Krondorf und Schönnewitz. Mitte des 18. Jahrhunderts beschreibt der Chronist Johann Christoph von Dreyhaupt:

„Das Dorf bestehet aus 55 Feuerstätten, einer Schmiede und drei Schenken, davon eine in Magdeburgischer Hoheit liegt und Amtsbier schenkt, die beiden anderen aber im Sächsischen Capellen Ende liegen, und Bier nehmen können wo sie wollen, mehrenteils aber Merseburger schencken.“

Reideburg war, neben Passendorf und Schlettau, eines der drei Grenzdörfer, die Bierdörfer genannt wurden, da dort beispielsweise im Gasthof Zur Nachtigall oder im Goldenen Löwen das sächsische Merseburger Bitterbier ausgeschenkt wurde.
Bis 1815 lief durch den heutigen Stadtteil die magdeburgisch-sächsische bzw. preußisch-sächsische Landesgrenze, die so die Räumlichkeiten des unmittelbar darüber verlaufenden Gasthofes Zum Goldenen Löwen zwei unterschiedlichen politischen Bereichen zuordnete. Zum kursächsischen bzw. königlich-sächsischen Teil gehörte Burg bei Reideburg mit einem Teil von Reideburg. Sie waren bis 1815 amtssässige Orte des Amts Delitzsch.
Der andere Teil Reideburgs und die Dörfer Krondorf, Schönnewitz und das Rittergut Sagisdorf gehörten hingegen zum Saalkreis des Erzstifts Magdeburg. 1680 kam dieses als Herzogtum Magdeburg unter brandenburg-preußische Herrschaft. Der magdeburgische bzw. preußische Teil Reideburgs gehörte wie Krondorf (frühere Schreibweise: Crondorf) und Schönnewitz zum Amt Giebichenstein, welches auch die Obergerichte über das Rittergut Sagisdorf innehatte. Die beiden Rittergüter in Reideburg gehörten dem Waisenhaus zu Glaucha. Reideburg sowie die anderen Orte im Osten von Halle wurden auch als „Küchendörfer“ bezeichnet, da durch den fruchtbaren Boden viel Obst und Gemüse angebaut wurde, welches der Versorgung von Halle diente.

### 19. Jahrhundert bis zur Gegenwart
In der Zeit der napoleonischen Besatzung (1807–1813) wurden Reideburg preuß. Anteils, Krondorf, Sagisdorf und Schönnewitz dem Kanton Halle-Land im Distrikt Halle (Departement der Saale) des Königreichs Westphalen zugeordnet. Nachdem Gebhard Leberecht von Blücher im Jahr 1813 sein Hauptquartier in Pouch in der Nähe von Leipzig aufgeschlagen hatte, beabsichtigte er ursprünglich Napoleon Bonapartes Angriff hinter den Reidesümpfen von Döllnitz bis Reideburg zu erwarten.
Bei der politischen Neuordnung nach dem Wiener Kongress 1815 wurde Burg bei Reideburg und der sächsische Anteil Reideburgs an Preußen abgetreten. Sie wurden wie Reideburg preuß. Anteils, Krondorf, Sagisdorf und Schönnewitz im Jahr 1816 dem Regierungsbezirk Merseburg der preußischen Provinz Sachsen angeschlossen und dem Saalkreis zugeordnet. Im 19. Jahrhundert wuchsen die Orte allmählich zur Gemeinde Reideburg zusammen, wodurch einzelne Ortsnamen verschwanden.
Durch mehrere Tieferlegungen und eine Regulierung des Laufes der Reide 1926/27 wurden diese Sumpfgebiete und Wiesen im Ort immer trockener und es entstanden daraus nach und nach Ackerflächen. Das 70 Hektar große Rittergut Sagisdorf, der größte Betrieb für Edelobst und Frühgemüse im Saalkreis lieferte seine Produkte bis zum Ausbruch des Zweiten Weltkrieges ausschließlich zu den Großmärkten Halle und Leipzig.
Am 1. Juli 1950 wurde Reideburg nach Halle (Saale) eingemeindet. In der Mitte der 1990er Jahre wurde für sämtliche an die Reide grenzenden Orte ein zentrales Abwassersystem errichtet.
Ab Anfang der 2000er Jahre wurde am östlichen Ortsrand und den benachbarten Gemeinden Queis und Dölbau das Gewerbegebiet Star Park errichtet.
In den letzten Jahren sind in Reideburg mehrere Neubaugebiete entstanden, welche auch die Einwohnerzahl steigen ließen. So das Gebiet am Sagisdorfer Park sowie um Schönnewitz.

## Verkehr

### Straßen
Durch Reideburg verläuft die Delitzscher Straße von Halles Innenstadt zur A14-Abfahrt „Halle (Saale)-Ost“. Seit 1997 gibt es Planungen für eine Umgehungsstraße, welche Reideburg südlich umfahren und durch die Priemitzer Mark verlaufen soll. Bis 2004 wurden drei verschiedene Trassenvarianten erarbeitet, von denen aber bis 2025 keine umgesetzt wurde.

### Schienenverkehr
Mit der Eröffnung der Straßenbahnlinie C wurde Reideburg am 9. Mai 1914 an das Hallenser Straßenbahnnetz angebunden. Somit erreichten die in den Industriebetrieben Halles angestellten Arbeiter der ehemaligen Küchendörfer im Osten Halles schneller ihre Arbeitsplätze entlang der Straßenbahnlinie. Die für 300.000 Mark errichtete Linie C führte vom Hauptbahnhof über die Delitzscher Straße und Büschdorf nach Schönnewitz. Der Endpunkt der Linie war bis Ende Januar 1915 der Gasthof „Zur Linde“ in Schönnewitz, welches seit dem Mittelalter nach Reideburg gepfarrt war. Bereits am 22. Januar 1915 eröffnete die um ca. 700 m verlängerte Linie. Sie reichte nun bis fast zur Reideburger Kirche. Betrieben wurde die Linie von der 1882 gegründeten Halleschen Straßenbahn AG, die sich seit dem 1. Januar 1911 in städtischem Besitz befand.
Seit der Linienänderung am 1. November 1921 verkehrte die Linie 9 auf der 9,6 Kilometer langen Strecke Seebener Straße – Reileck – Markt – Riebeckplatz – Büschdorf – Reideburg. Später fuhr die Linie 10 nach Reideburg, welche bis zu ihrer Einstellung am 21. Mai 1971 eine direkte Straßenbahnanbindung an den Hauptbahnhof bzw. Markt von Halle ermöglichte. Bereits mit der Inbetriebnahme der Wendeschleife in Büschdorf am 20. Februar 1961 hatte sich das langfristige Aus der Strecke bis Reideburg angedeutet. Somit verschwand die letzte Rangierendstelle in Halle. Überreste der alten Straßenbahnschienen waren in Reideburgs Straßen noch bis Anfang der 1990er Jahre vereinzelt erkennbar.

## Sport
Der in Reideburg ansässige Reideburger Sportverein 1990 Abteilung Radsport spielt mit einer Damen-Mannschaft in der 1. Radpolo-Bundesliga und wurde 2015 und 2019 deutscher Vizemeister sowie 2022 deutscher Meister im Damen-Radpolo. Die Herren-Radball-Teams des RSV spielten in der Vergangenheit in der deutschen Radball-Bundesliga. 2019 wurde man Staffelsieger der 2. Bundesliga Nord, scheiterte aber in der Aufstiegsrunde zur 1. Bundesliga.

## Persönlichkeiten

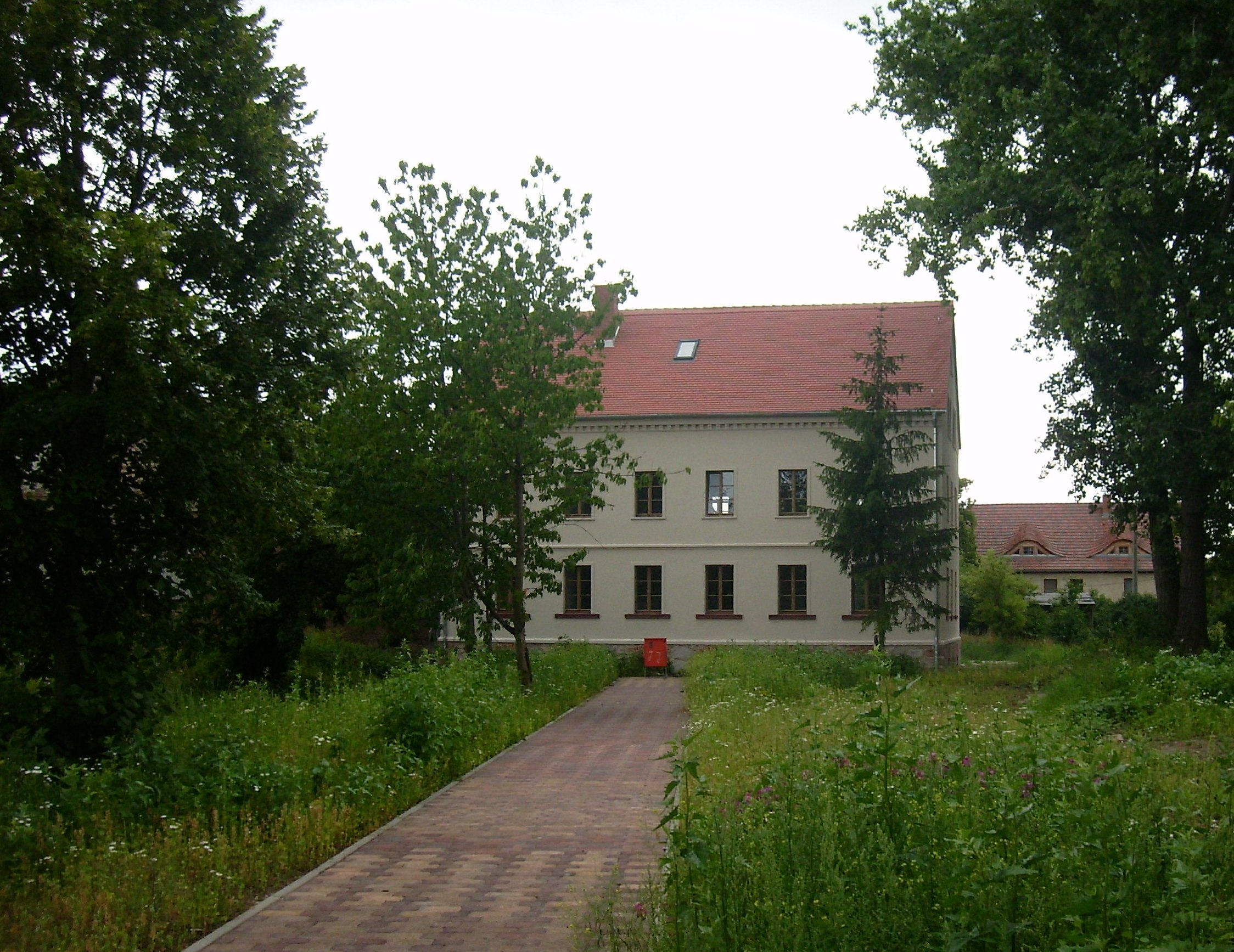
Geburtshaus Hans-Dietrich Genschers (2009)

- Franz Balthasar Schönberg von Brenkenhoff (1723–1780), preußischer Beamter und Staatsmann, geboren in Reideburg
- Dieter Gantz (1932–2018), Maler, Grafiker und Professor, geboren in Reideburg
- Hans-Dietrich Genscher (1927–2016), Politiker, im Geburtshaus befindet sich die „Bildungs- und Begegnungsstätte Deutsche Einheit“
- Joachim Stisser, Amtmann von Lüchow, Warpke und Oberamtmann von Wustrow, geboren in Reideburg
- Gabriel Voigtländer (um 1596–1643), Trompeter und Dichter geboren in Reideburg
- Hans Klaus von Werder (1892–1972), Offizier, persönlicher Adjutant des Prinzen Eitel Friedrich von Preußen sowie Bundesvorsitzender des Semper talis Bundes, geboren auf dem Rittergut Sagisdorf, Rittergutsbesitzer Rittergut Sagisdorf
- Nikolaus von Werder (1856–1917), preußischer Verwaltungsjurist und Abgeordneter, Rittergutsbesitzer Rittergut Sagisdorf